# Karl Ludwig Kahlbaum
Karl Ludwig Kahlbaum (ur. 28 grudnia 1828 w Driesen, zm. 15 kwietnia 1899 w Görlitz) – niemiecki lekarz psychiatra, praktykujący w Allenbergu koło Wehlau i w Görlitz. Reprezentował kierunek kliniczno-nozologiczny w psychiatrii. Wprowadził do psychiatrii pojęcia katatonii, hebefrenii, cyklotymii, werbigeracji.

## Życiorys
Urodził się w Driesen (obecnie Drezdenko) jako najstarszy z trzech synów Johanna Friedricha Kahlbauma. Dzieciństwo spędził w Dirschau, uczęszczał do szkół w Marienwerderze i Elbingu. Następnie studiował medycynę na Uniwersytecie Albrechta w Królewcu, Uniwersytecie Juliusza i Maksymiliana w Würzburgu, Uniwersytecie Lipskim i Uniwersytecie Fryderyka Wilhelma w Berlinie. Tytuł doktora medycyny otrzymał w Berlinie w 1854 po przedstawieniu rozprawy De avium tractus alimentarii anatomia et histologia nonnulla. Po odbyciu w Berlinie rocznej służby wojskowej został sekundariuszem w Provinzial Heil- und Pflegeanstalt Allenberg w Prusach Wschodnich.
W Allenbergu praktykował przez dziesięć lat, od 1856 do 1866. W 1862 zdał egzaminy (Physikatsprüfung), odpowiadające dzisiejszej habilitacji, i otrzymał venia legendi na królewieckim uniwersytecie. Od 1863 do 1866 prowadził na tej uczelni wykłady z psychiatrii.
W 1867 został właścicielem prywatnego zakładu psychiatrycznego w Görlitz, założonego w 1855 wcześniej przez Reimera i przeznaczonego do leczenia pacjentów z padaczką. Kahlbaum zmienił profil szpitala i był jego dyrektorem przez kolejne dwie dekady. Po jego śmierci prowadził je jeden z synów, Siegfried (1870–1943).
W 1895 mianowany radcą sanitarnym (Sanitätsrat).
Jego uczniami i współpracownikami byli m.in. Scholinus, Dieckhoff, Hirsch, Buschan, Cassirer, Neisser, Hecker, Bresler, Hallervorden, Rieger i Ziehen.
Ożenił się 10 października 1867 z Elizabeth Hecker, kuzynką Ewalda Heckera. Z tego związku urodziła się córka (zmarła w dzieciństwie) i trzech synów. Elizabeth Kahlbaum zmarła w 1884 roku; w 1888 Karl Ludwig ożenił się po raz drugi, z Marthą Plath, przełożoną w jego klinice. Mieli dwóch synów.
Przez całe życie cierpiał na migreny. Pod koniec życia chorował na cukrzycę. Zmarł w śpiączce cukrzycowej 15 kwietnia 1899. Wspomnienie pośmiertne poświęcili mu Ziehen i Hecker. Pochowany został na cmentarzu w Görlitz w kwaterze C-431, obok syna Eckhardta (1890–1893). Grób został zlikwidowany około 1959. Zachował się natomiast grób rodziny Kahlbaumów (kwatera S-053), w którym spoczywają rodzice psychiatry i jego syn Siegfried.
Na jego cześć nazwano ulicę (Dr.-Kahlbaum-Allee) i szpital psychiatryczny (Dr.-Karl-Ludwig-Kahlbaum-Zentrum für Gerontopsychiatrie) w Görlitz.

## Dorobek naukowy
Wprowadził terminy hebefrenii i cyklotymii. W 1874 roku opisał katatonię. Wyróżniał dośrodkowe, ośrodkowe i odśrodkowe funkcje psychiczne, co później rozwinął Wernicke w swojej teorii obwodów odruchów psychicznych.
Przed Bonhoefferem sformułował założenia koncepcji reakcji egzogennych, zauważając, że podobny obraz kliniczny mogą mieć zaburzenia o różnej etiologii.
Dawniej stosowany termin „zespół Kahlbauma” jest obecnie zarzucony.
Klasyfikacja chorób psychicznych Kahlbauma została przedstawiona w jego pracy z 1863 roku, Die Gruppierung der psychischen Krankheiten und die Einteilung der Seelenstörungen. Praca ta uważana jest za fundament badań klinicznych w psychopatologii i nozologii psychiatrycznej.
Klasyfikacja Kahlbauma przedstawiała się następująco:
- Vecordia
  - Vecordia dysthymia
    - Dysthymia meläna
    - Dysthymia simplex (hilaris)
    - Dysthymia elata

  - Vecordia paranoia
  - Vecordia diasrephia
  - Vecordia insania
- Vesania
  - Vesania typica
    - stadium melancholiae
    - stadium maniae
    - stadium perturbationis
    - stadium dementiae

  - Vesania progressiva

Podział zaburzeń nastroju:
- Vecordia dysthymia (Cyclothymia)
  - Dysthymia
  - Hyperthymia
- Vesani atypica circularis
  - Melancholia
  - Mania

Idee Kahlbauma znalazły uznanie dopiero po jego śmierci. Gdy we wrześniu 1869 roku, na spotkaniu przyrodników w Innsbrucku, Kahlbaum przedstawił swój pomysł klasyfikacji zaburzeń psychicznych, spotkał się on z niechętnym przyjęciem.

## Lista prac

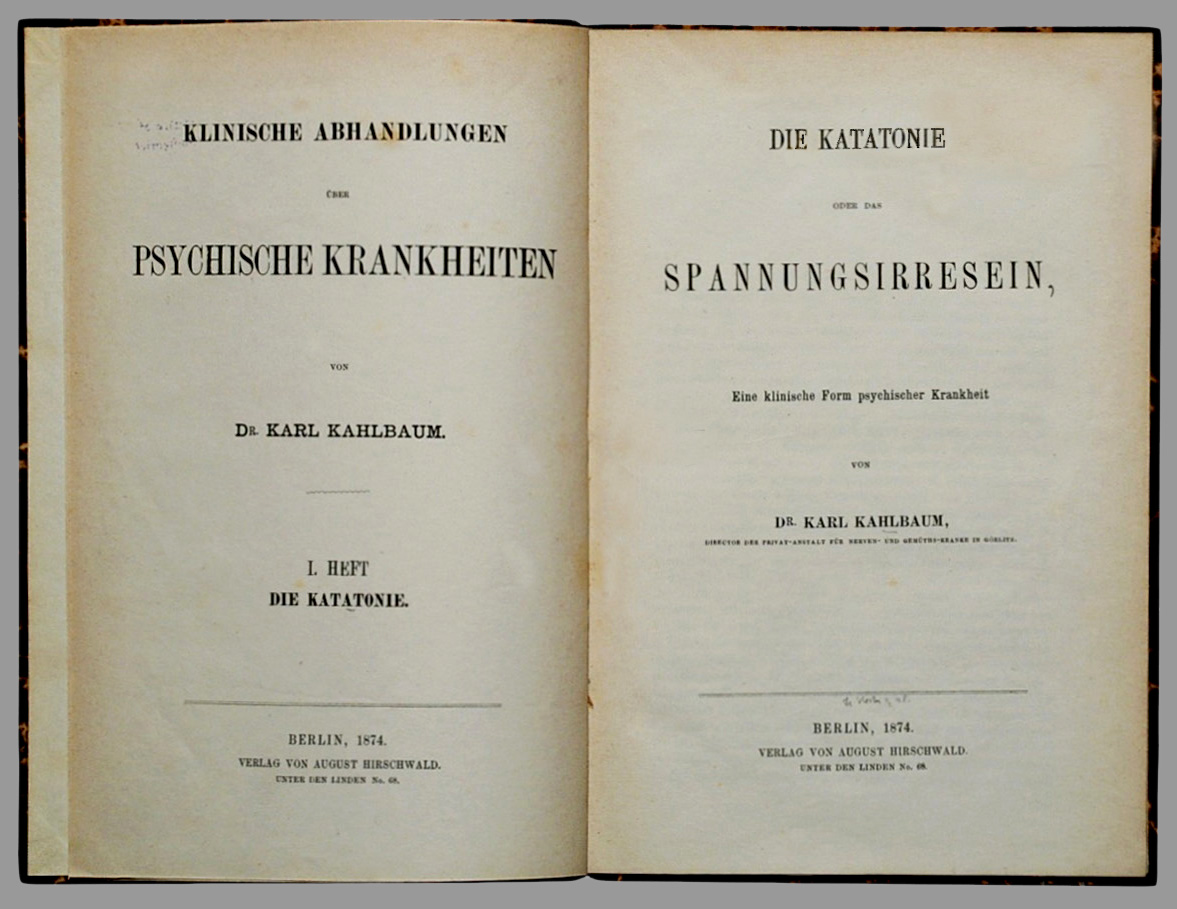
Strona tytułowa pierwszego wydania Die Katatonie oder das Spannungsirresein

- De avium tractus alimentarii anatomia et histologia nonnulla. Gedani: A.W. Kaufman, 1854
- Entwurf einer wissenschaftslehre nach der Methode der Naturforschung. Danzig: Kafemann, 1860
- Die Gruppierung der psychischen Krankheiten und die Einteilung der Seelenstörungen. Entwurf einer kritisch-historischen Darstellung der bisherigen Eintheilungen und Versuch zur Anbahnung einer empirisch-wissenschaftlichen Grundlage der Psychiatrie als klinischer Disziplin. Danzig: Verlag von A. W. Kafemann, 1863
- Die Sinnesdelirien. Ein Beitrag zur klinischen Erweiterung der psychiatrischen Symptomatologie und zur physiologischen Psychologie. Allgemeine Zeitschrift für Psychiatrie 23, ss. 1–86, 1866
- Die Hallucination. Allgemeine Zeitschrift für Psychiatrie 23, ss. 1–50, 1866
- Klinische Abhandlungen über psychische Krankheiten. I. Heft: Die Katatonie oder das Spannungsirresein, eine klinische Form psychischer Krankheit. Berlin: Hirschwald, 1874
  - (Reprint) Die Katatonie oder Spannungsirresein : eine klinische Form psychischer Krankheit. Nijmegen: Arts & Boeve,2000 ISBN 90-75341-24-5
- Heil- und Pflege-Anstalt für Nerven- und Gemüthskranke zu Görlitz, 1874
- Die klinisch-diagnostischen Gesichtspunkte der Psychopathologie. [Volkmanns] Sammlung klinisher Vorträge No 126. Leipzig: Breitkopf und Härtel, 1877
- Ueber die nosogenetisch secundären oder sympathischen Seelenstörungen. Amtl. Ber. deutsch. Naturf. u. Aerzte 1, ss. 322–324, 1877
- Über zyklisches Irresein. Der Irrenfreund 10, 1882
- Programm zur Betheiligung der Heilanstalt für Nervenkranke zu Görlitz an der diesjärigen Hygiene-Ausstellung, nebst einigen Bemerkungen über die Entwicklung des NervenHeilanstaltswesens in Deutschland und über Veranlassung und Zweck meiner Betheiligung an der Ausstellung. Görlitz, 1883
- Über jugendliche Nerven- und Gemütskranke und ihre pädagogische Behandlung in der Anstalt. Allgemeine Zeitschrift für Psychiatrie 44, 1884
- Ueber eine klinische Form des moralischen Irreseins. Wiener medizinische Blatter 7 (43, 44), 1884
- Ueber eine klinische Form des moralischen Irreseins. Tageblatt der Naturforscherversammlung zu Magdeburg 57, 252–256, 1884
- Ueber eine klinische Form des moralischen Irreseins. Allgemeine Zeitschrift für Psychiatrie und psychischgerichtliche Medicin 41, s. 711, 1885
- Ueber Heboïdophrenie. Allgemeine Zeitschrift für Psychiatrie 46, ss. 461–474, 1889
- Ein internationaler Vorschlag zur rationellen Behandlung der Dipsomanie. Wiener medizinische Wochenschrift 41, ss. 1195–1197; 1233–1235, 1891 Fortsetzung und Schluss
- Ueber einen Fall von Pseudoparanoia (Autoreferat). Allgemeine Zeitschrift für Psychiatrie 49, ss. 486–97, 1893

Tłumaczenia
- Viallard A. De l’héboïdophrénie, 1890. Revue Internationale d'Histoire de la Psychiatrie 2, ss. 44–65, 1984
- Viallard A. La catatonie ou folie tonique, 1874. Evolution Psychiatrique 52 (2), ss. 367–439, 1987
- C Baethge, P Salvatore, RJ Baldessarini. "On cyclic insanity" by Karl Ludwig Kahlbaum, MD: a translation and commentary. „Harvard Review of Psychiatry”. 11 (2), s. 78-90, 2003. DOI: 10.1080/10673220303958. PMID: 12868508.
- On Heboïdophrenia[13] (2002)